# 로라 버서스
《로라 버서스》(영어: Lola Versus)는 미국에서 제작된 대릴 와인 감독의 2012년 로맨틱 코미디 영화이다. 그레타 거위그 등이 출연하였다.

## 출연진
- 그레타 거위그
- 조엘 키너먼
- 조이 리스터존스
- 빌 풀먼
- 데브라 윙어
- 해미시 링클레이터
- 에번 모스배크랙
- 샤이엔 잭슨
- 퍼리사 피츠헨리
- 마리아 디지아
- 롭 양

## 기타 제작진
- 섭외: 제시카 켈리, 수잰 스미스 크롤리
- 미술: 테리사 매스트로피에로
- 세트: 실라 복
- 의상: 제니 게링